# بني خيار (المنيا)
قرية بني خيار  هي إحدي القرى التابعة لمركز أبو قرقاص بمحافظة المنيا في جمهورية مصر العربية. حسب إحصاءات سنة 2006، بلغ إجمالي السكان في بني خيار 12478 نسمة، منهم 6507 رجل و5971 امرأة.